# Gillian Slovo
Pour les articles homonymes, voir Slovo.
Gillian Slovo, née le 15 mars 1952 à Johannesburg, est une écrivaine sud-africaine, journaliste et productrice de cinéma.  

## Biographie
Gillian est la fille de Joe Slovo, président du parti communiste de l'Afrique du Sud, et Ruth First, journaliste, tuée en 1982 par une lettre-piégée envoyée par les Services Secrets de l'Afrique du Sud. Son père est un des fondateurs de la Commission de la vérité et de la réconciliation. 
À 12 ans, Gillian Slovo vient habiter avec ses parents à Londres. Son premier roman Morbid Symptoms (1984), est le début d'une série de romans policiers centrés sur la détective féminine Kate Baeier : Death by Analysis (1986), Death Comes Staccato (1987), Catnap (1994) et Close Call (1995). D'autres romans sont Ties of Blood (1989), The Betrayal (1991) et Red Dust (2000). Ce dernier, qui a pour sujet un cas traité devant la  Commission de la vérité et de la réconciliation, a été adapté en 2004 au cinéma sous le titre Red dust, mis en scène par Tom Hooper avec Hilary Swank, Chiwetel Ejiofor et Jamie Bartlett dans les rôles principaux. Le roman est traduit en français en 2001 sous le titre Poussière rouge et a connu une édition scolaire en 2006 sous le même titre.   
Le livre autobiographique Every Secret Thing: My Family, My Country (1997) traite de sa jeunesse en Afrique du Sud et de sa relation avec ses parents activistes contre l'Apartheid.
Son dernier roman Ice Road (2004), se situe en 1933 à Léningrad et traite de relations familiales pendant un hiver polaire sous Staline.

## Publications
- Morbid Symptoms Pluto, 1984
- Death by Analysis Women's Press, 1986
- Death Comes Staccato Women's Press, 1987
- Ties of Blood Michael Joseph, 1989
- The Betrayal Michael Joseph, 1991
- Façade   Michael Joseph, 1993
- Catnap   Michael Joseph, 1994
- Close Call Michael Joseph, 1995
- Every Secret Thing: My Family, My Country Little, Brown, 1997
- Red Dust Virago, 2000 (traduction française Poussière rouge, 2001)
- Ice Road Little, Brown, 2004